# NGC 1797
NGC 1797 este o astronomical radio source⁠(d) situată în constelația Eridanul. A fost descoperită în 13 februarie 1887 de către Lewis A. Swift.